# Зграда Магистрата у Петроварадину
Зграда Магистрата у Петроварадину обухвата угао улица Београдске и Лисинског, у оквиру Подграђа Петроварадинске тврђаве. Грађена је у првој половини 18. века. Заједно са зградом у Лисинског бр. 1 била је седиште градске администрације и градског начелника.
Зграда је једноспратна угаона грађевина, зидана опеком у стилу барока са штуко пластиком око прозора и карактеристичним угаоним еркером. Зидно плтно равно малтерисано, без међуспратног венца. Угаони еркер је кружног облика, у доњем делу је завршен у виду обрнуте купе са једноставном орнаментиком у облику латица. Подрум се налази под целом зградом и засвођен је полуобличастим сводовима са сводним рукавцима. Просторије у приземљу су такође под полуобличастим сводовима, а на спрату са равним таваницама. Кров је висок, покривен бибер црепом и има три карактеристична оџака. 
У периоду од 1934. до 1942. године зграду је користио Архив Војводине, после Другог светског рата у њој су биле просторије месне заједнице.